# Перісад II
Перісад II (дата народження невідома — близько 245 р. до н. е.) — боспорський цар, син Спартока III.
Відомості про цього царя вкрай мізерні. Відомо тільки, що він карбував свою монету, в 253/254 рр. до н. е. послав посольство в птолемеївський Єгипет, і що в у 250 році до н. е. пожертвував дорогоцінну Фіалу в храм Аполлона на о. Делос.
Після нього в історії Боспору є «біла пляма» аж до повстання Савмака (107 р. до н. е.).